# Bohdan Kaminský

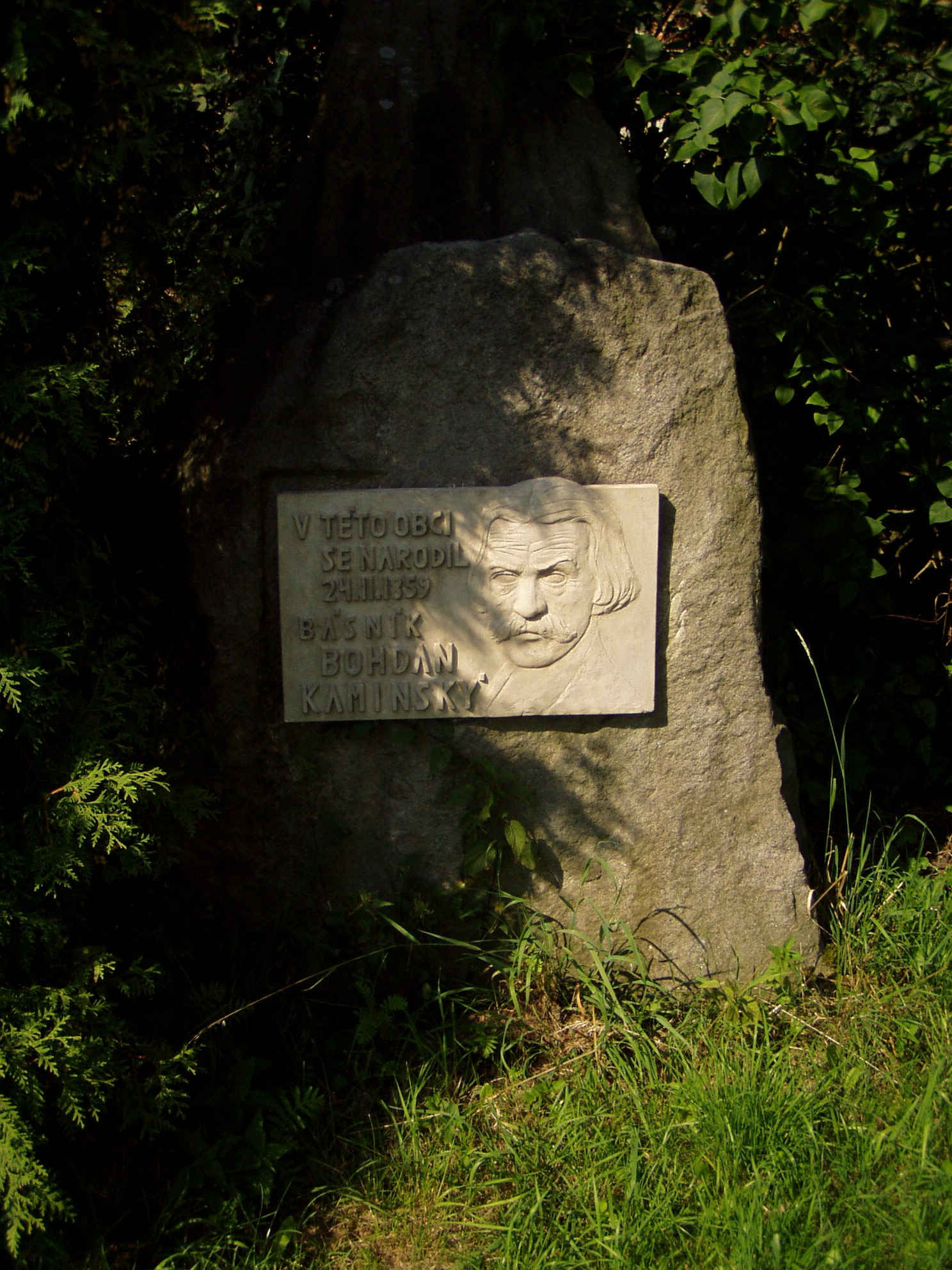
Pamětní deska v místě rodiště Bohdana Kaminského

Bohdan Kaminský, vlastním jménem Karel Bušek, (24. února 1859 Husa u Sychrova – 13. července 1929 Poděbrady) byl český lyrický básník, překladatel a redaktor.

## Život
Pocházel z řezbářské rodinu Bušků, narodil se ve vsi Husa u Sychrova. Z rodiny je znám především jeho otec Petr Bušek, který provedl řezbářskou výzdobu zámku na Sychrově na objednávku majitele, knížete Kamila Rohana. Nejprve se vyučil řezbářem, ale později se vydal roku 1883 na dráhu spisovatele. Publikoval v časopisu Lumír ještě před tím, než se dal v Praze zapsat na vysokou školu.
Ve své generaci významný lyrický básník, představitel symbolismu: projevoval ve svých dílech pocity milostného zklamání a teskných nálad. Jeho osud nebyl šťastný a jeho známosti končívaly brzkými úmrtími jeho milých. Byl také autorem humoristických a ironických veršů a próz (zejména z pražského prostředí). Pílí i patosem vyjadřování patřil k osobitým následovníkům Jaroslava Vrchlického. Živil se překládáním, zejména z literatury francouzské (Molière) a německé (Schiller), také jako redaktor regionálních periodik.
Při zahraničních cestách navštívil Holandsko, Německo, Francii, Itálii a Turecko.
Zemřel za léčebného pobytu v Poděbradech, pohřben byl v Praze. Jeho život byl zpracován i několika romanopisci, obvykle je stylizován do role básníka - bohéma.
Pro Národní divadlo provedl překlady několika dramat, například Hauptmannova Kollegu Cramptona (1900), Molièrova Tartuffa (1904), nebo Fuldovy Blíženky (1904). Jeho překladatelské dílo je rozsáhlé. Kaminský přeložil všechny Molièrovy hry a roku 1922 pro Vinohradské divadlo i Večer tříkrálový Williama Shakespeara.

## Dílo

### Poezie
- Ztracené volání (1884)
- Den štěstí (1890)
- Z Příkopů (1892)
- Muži a ženy (1893)
- Rokoko (1889)
- Protesty (1893)
- V samotách (1893)
- Verše humoristické i satirické (1893)
- Dvě povídky veršem (1895)
- Motivy ze Sychrova (1896)
- Zlomky románů (1898)
- Cestou na Parnas (1902)
- Verše milostné (1931)
- Verše příležitostné (1931)

### Próza
- Kresby (1886)
- Nová prosa (1889)
- Různé panstvo (1891)
- Črty humoristické a satirické (1892)
- Studie a povídky
- Mecenáš (1893)
- Nocturno
- Doma i jinde (1899)
- Povídky veršem (1900)
- Noemi (1902) – veršovaná novela k ilustracím Luďka Marolda
- Na viole d’amour (1905)
- Kresby a řezby (1909)
- Návštěvou u chorého muže (1912)

### Sebrané spisy
- Bumbrlíček a jiné (1901)
- Rozházené kapitoly (1902)
- Z ráje vyhnaný (1903)
- Bumbrlíček a jiné humoresky (1913)
- Král pianistů a jiné črty humoristické (1921)
- Sebrané spisy veršem i prózou (1921–1922) (4 díly)
- Causerie o smrti a jiné verše z posledních let (1930)

### Výtvarná díla
- Drobné práce řezbářské jsou ve sbírce Národního muzea v Praze.[zdroj?]